# Якунчики
Якунчики — деревня в Пермском районе Пермского края. Входит в состав Фроловского сельского поселения.

## Географическое положение
Расположена к северо-западу от административного центра поселения, села Фролы, в 16 км к югу от центра города Перми.

## Население
| 2010 |
| ---- |
| 7    |

## Улицы[2]
- Подлесная

## Топографические карты
- Лист карты O-40-77 Юг. Масштаб: 1 : 100 000. Состояние местности на 1983 год. Издание 1985 г.